# Acme Motor Car Company (Pennsylvania)
Acme Motor Car Company war ein US-amerikanischer Hersteller von Automobilen.

## Unternehmensgeschichte
James C. Reber hatte bereits Erfahrungen im Automobilbau gemacht und 1902 die Reber Manufacturing Company in Reading in Pennsylvania gegründet, die den Mittelklassewagen Reber Type 4, Model A herstellte. Daraus entstand durch Reorganisation am 9. Juni 1903 die Acme Motor Car Company, welche die Produktion von Automobilen fortsetzte. Der Markenname lautete nun Acme; möglicherweise wurden zunächst noch einige Reber hergestellt. Victor Jakob, der vorher bei der Daimler-Motoren-Gesellschaft tätig war, überarbeitete das ursprüngliche Konzept und entwarf neue Modelle. 1906 gab es erstmals finanzielle Probleme. Im Juli 1907 kaufte Herbert M. Sternbergh das Unternehmen und wurde neuer Präsident. Howard L. Hoff wurde Sekretär und Schatzmeister. Außerdem waren Henry A. Cunningham und Robert E. Graham beteiligt. Im Mai 1911 kaufte J. Hervey Sternbergh, der Vater des bisherigen Eigners, das Unternehmen auf und machte sich zum neuen Präsidenten. Sein Sohn wurde Vizepräsident, Robert Graham Sekretär und Schatzmeister. Im Juli oder August 1911 endete die Produktion, als das Unternehmen für 250.000 US-Dollar verkauft wurde. Als Nachfolger kann die S. G. V. Company angesehen werden.
Es gab keine Verbindung zum gleichnamigen Unternehmen aus Massachusetts, das ab 1912 tätig war.

## Fahrzeuge
1904 gab es nur ein Modell. Der Zweizylindermotor leistete 16 PS. Der Radstand betrug 213 cm. Die offene Tourenwagenkarosserie bot Platz für fünf Personen.
Im Folgejahr standen drei Modelle im Sortiment. Das kleinste Modell hatte einen Zweizylindermotor mit 16 PS Leistung. Auf das Fahrgestell mit 199 cm Radstand wurde eine sportliche zweisitzige Karosserie montiert. Der Type VI hatte den gleichen Motor, aber 226 cm Radstand und eine Tonneaukarosserie. Der Type VIII mit einem Vierzylindermotor mit 30 PS Leistung hatte 260 cm Radstand und war ebenfalls als Tonneau karosseriert.
1906 gab es die Modelle Type XIV und Type XV, beide mit Vierzylindermotor. Der erstgenannte hatte einen Motor mit 30/35 PS, 259 cm Radstand und eine fünfsitzige Tourenwagenkarosserie. Der letztgenannte hatte einen Motor mit 45/50 PS, 290 cm Radstand und war als siebensitzige Limousine erhältlich.
Im darauffolgenden Jahr standen die motorisch gleichen Type 16 und Type 18 im Angebot. Sie hatten einen Vierzylindermotor mit 50 PS Leistung. Der kleinere mit 259 cm Radstand war ein offener Dreisitzer und der größere mit 293 cm Radstand ein Tourenwagen mit sieben Sitzen.
1908 erhielten alle Modelle die Bezeichnung Four. Der Vierzylindermotor leistete einheitlich 30 PS. Der Type 16 mit 260 cm Radstand war ein Runabout. Type 18 als Tourenwagen und Type 21 als Runabout hatten beide 293 cm Radstand. Der Type 20 als Tourenwagen hatte mit 320 cm den längsten Radstand.
1909 wurde das Sortiment wesentlich erweitert. Nun waren auch Modelle mit einem Sechszylindermotor erhältlich. Der Type 19 mit einem Vierzylindermotor, 28 PS Leistung und 279 cm Radstand war ein zweisitziger Runabout. Der Type 20 hatte einem Sechszylindermotor mit 48 PS Leistung und 320 cm Radstand. Das Model A war ein siebensitziger Tourenwagen und das Model C eine siebensitzige Limousine. Den Type 21 mit dem gleichen Motor und 292 cm Radstand gab es als Model B als drei- bis viersitzigen Runabout. Der Type 25 hatte den gleichen Radstand, aber mit 60 PS einen stärkeren Sechszylindermotor. Er war als Model A als siebensitziger Tourenwagen und als Model B als dreisitziger Runabout erhältlich. Der Type 26 hatte einen Vierzylindermotor mit 30 PS Leistung und 259 cm Radstand, während der Type 28 einen stärkeren Vierzylindermotor mit 40 PS Leistung und einen längeren Radstand von 292 cm hatte. Beide waren als Model A als Tourenwagen und als Model B als Roadster erhältlich.
Von 1910 bis 1911 umfasste das Angebot fünf Modelle. Der Type 20 mit dem gleichen Motor und Radstand wie im Vorjahr war als Tourabout und Baby Tonneau erhältlich. Der Type 21 hatte ebenfalls den Vorjahresmotor, allerdings war sein Radstand auf 300 cm verlängert worden. Er war als zwei- bis dreisitziger Roadster und als viersitziger Tourabout erhältlich. Der fünfsitzige Tourenwagen Type 25 hatte ebenfalls den Vorjahresmotor, aber nun 330 cm Radstand. Der Type 26 entsprach dem Vorjahresmodell und war nun als Roadster, Tourabout und Toy Tonneau erhältlich. Der Type 27 mit einem Vierzylindermotor, 40 PS Leistung und 293 cm Radstand stand als fünf- und als siebensitziger Tourenwagen im Sortiment.

## Modellübersicht
| Jahr      | Modell    | Ausführung | Zylinder | Leistung (PS) | Radstand (cm) | Aufbau                                             |
| --------- | --------- | ---------- | -------- | ------------- | ------------- | -------------------------------------------------- |
| 1904      |           |            | 2        | 16            | 213           | Tourenwagen 5-sitzig                               |
| 1905      |           |            | 2        | 16            | 199           | Runabout                                           |
| 1905      | Type VI   |            | 2        | 16            | 226           | Tonneau                                            |
| 1905      | Type VIII |            | 4        | 30            | 260           | Tonneau                                            |
| 1906      | Type XIV  |            | 4        | 30/35         | 259           | Tourenwagen 5-sitzig                               |
| 1906      | Type XV   |            | 4        | 45/50         | 290           | Limousine 7-sitzig                                 |
| 1907      | Type 16   |            | 4        | 50            | 259           | Runabout 3-sitzig                                  |
| 1907      | Type 18   |            | 4        | 50            | 293           | Tourenwagen 7-sitzig                               |
| 1908      | Four      | Type 16    | 4        | 30            | 260           | Runabout                                           |
| 1908      | Four      | Type 18    | 4        | 30            | 293           | Tourenwagen                                        |
| 1908      | Four      | Type 21    | 4        | 30            | 293           | Runabout                                           |
| 1908      | Four      | Type 20    | 4        | 30            | 320           | Tourenwagen                                        |
| 1909      | Type 19   | Special    | 4        | 28            | 279           | Runabout 2-sitzig                                  |
| 1909      | Type 20   | Model A    | 6        | 48            | 320           | Tourenwagen 7-sitzig                               |
| 1909      | Type 20   | Model C    | 6        | 48            | 320           | Limousine 7-sitzig                                 |
| 1909      | Type 21   | Model B    | 6        | 48            | 292           | Runabout 3- bis 4-sitzig                           |
| 1909      | Type 25   | Model A    | 6        | 60            | 320           | Tourenwagen 7-sitzig                               |
| 1909      | Type 25   | Model B    | 6        | 60            | 320           | Runabout 3-sitzig                                  |
| 1909      | Type 26   | Model A    | 4        | 30            | 259           | Tourenwagen 5-sitzig                               |
| 1909      | Type 26   | Model B    | 4        | 30            | 259           | Roadster 3-sitzig                                  |
| 1909      | Type 28   | Model A    | 4        | 40            | 292           | Tourenwagen 4-sitzig                               |
| 1909      | Type 28   | Model B    | 4        | 40            | 292           | Roadster 3-sitzig                                  |
| 1910–1911 | Type 20   |            | 6        | 48            | 320           | Tourabout, Baby Tonneau                            |
| 1910–1911 | Type 21   |            | 6        | 48            | 300           | Roadster 2- bis 3-sitzig, Tourabout 4-sitzig       |
| 1910–1911 | Type 25   |            | 6        | 60            | 330           | Tourenwagen 5-sitzig                               |
| 1910–1911 | Type 26   |            | 4        | 30            | 259           | Roadster, Tourabout 5-sitzig, Toy Tonneau 5-sitzig |
| 1910–1911 | Type 27   |            | 4        | 40            | 293           | Tourenwagen 5-sitzig, Tourenwagen 7-sitzig         |

## Autorennen
Das Unternehmen beteiligte sich nur selten an Autorennen und setzte dabei Serienfahrzeuge ein.
Am 25. Februar 1908 nahm ein Type 20 am Economy Run des Long Island Automobile Club teil. Die Fahrt führte von Brooklyn zum östlichen Ende von Long Island und zurück. Das Fahrzeug startete als letztes und traf als erstes am Ziel ein.
Am 19. März 1908 wurde ebenfalls ein Type 20 beim 360-Meilen-Rennen in Savannah in Georgia eingesetzt. Malcolm Newstetter war der Fahrer, Jere Price der mitfahrende Mechaniker. Sie belegten den dritten Platz.
Cyrus Patschke fuhr 1908 beim Vanderbilt Cup mit, schied aber in der zweiten Runde mit einem Motorschaden aus.
Im Oktober 1908 erreichte Patschke den zweiten Platz bei einem 200-Meilen-Rennen durch Fairmount Park in Philadelphia.
Siege gab es beim Bergrennen in Wilkes-Barre und 1909 beim Aqueduct Race in Long Island.